# Trevor Marsicano
Trevor Marsicano (ur. 5 kwietnia 1989 w Schenectady) – amerykański łyżwiarz szybki, srebrny medalista olimpijski i pięciokrotny medalista mistrzostw świata.

## Kariera
Pierwszy sukces w karierze Brian Hansen osiągnął w 2007 roku, kiedy zdobył brązowy medal w wieloboju podczas mistrzostw świata juniorów w Innsbrucku. Na rozgrywanych rok później mistrzostwach świata juniorów w Changchun wspólnie z kolegami z reprezentacji był trzeci w biegu drużynowym. W 2009 roku zdobył cztery medale na mistrzostwach świata na dystansach w Richmond: złote w biegu na 1000 m, srebrny na 1500 m i brązowy w biegu drużynowym. Rok później wspólnie z Chadem Hedrickiem, Jonathanem Kuckiem i Brianem Hansenem zdobył srebrny medal w biegu drużynowym na igrzyskach olimpijskich w Vancouver. Jego najlepszym indywidualnym wynikiem na tej imprezie było dziesiąte miejsce w biegu na 1000 m. Kolejny medal zdobył podczas mistrzostw świata na dystansach w Inzell, gdzie razem z Jonathanem Kuckiem i Shanim Davisem zwyciężył w biegu drużynowym. Drużyna amerykańska jako pierwsza w historii mistrzostw świata na dystansach reprezentację Holandii. Wielokrotnie stawał na podium zawodów Pucharu Świata, odnosząc przy tym dwa indywidualne zwycięstwa. W sezonie 2008/2009 był drugi w klasyfikacji końcowej 1500 m, przegrywając tylko z Shanim Davisem.

## Osiągnięcia

### Igrzyska olimpijskie
| IO             | 1000 m | 1500 m | 5000 m | sztafeta |
| -------------- | ------ | ------ | ------ | -------- |
| Vancouver 2010 | 10.    | 15.    | 14.    | [ 1 ]    |

### Mistrzostwa świata w wieloboju
- 2008 – 20.
- 2009 – 5.
- 2010 – 6.

### Mistrzostwa świata na dystansach
| MŚ                  | 1000 m | 1500 m | 5000 m | sztafeta |
| ------------------- | ------ | ------ | ------ | -------- |
| Salt Lake City 2007 | -      | -      | -      | 8.       |
| Nagano 2008         | -      | 9.     | 15.    | -        |
| Richmond 2009       | złoto  | srebro | brąz   | brąz     |
| Inzell 2011         | 12.    | 7.     | -      | złoto    |